# Børneportalen
Børneportalen er en hjemmeside, der hjælper børn og unge med at finde frem til specifik rådgivning og oplysning, hvis de har et problem. Formålet med hjemmesiden er at gøre det nemt og hurtigt at finde det rigtige rådgivningstilbud og på den måde undgå, at børn og unge skal lede forgæves efter den rigtige hjælp.
Børneportalen er blandt andet oprettet efter at FN’s Børnekomité har kritiseret Danmark for ikke at være gode nok til at oplyse børn og unge om deres rettigheder. Det er derfor blandt andet Børneportalens formål at give børn klar besked om deres rettigheder samt oplyse om Børnekonventionen.
På hjemmesiden kan findes hjælpetilbud fra en række organisationer, heriblandt Børns Vilkår, Danske Skoleelever og Sex og Samfund.
Børneportalen er finansieret af satspuljemidler via Børne- og Socialministeriet under projektet "Én indgang for alle". Den er udviklet og bliver drevet af Børnerådet.
Målgruppen er primært 10 til 15-årige.